# آرامگاه امامزاده سید محمد زرین‌نوا
آرامگاه امامزاده سید محمد زرین‌نوا مربوط به سدهٔ هشت ه.ق است و در شهرستان قائم شهر در روستای چمازکتی واقع شده، دارای زیر بنای حدود ۷۰ متر مربع و محوطه‌ای به مساحت تقریبی ۵/۱ هکتار می‌باشد که در میان گورستان قدیمی و فعلی روستای چمازکتی قرار دارد.
این اثر در تاریخ ۲۵ اسفند ۱۳۷۹ با شمارهٔ ثبت ۳۳۲۷ به‌عنوان یکی از آثار ملی ایران به ثبت رسیده است.

## مشخصات
ساختمان بقعه دارای گنبدهای سنتی و ضریح منبت کاری شده است که در فهرست آثار باستانی به ثبت رسیده است. بنایی چهار ضلعی به ابعاد ۵*۵ متر است. نمای خارجی بنا در هر ضلع دارای طاق‌نمای تزیینی است و منتهی‌الیه بدنه ردیفی از مقرنس آجری است که در میان هر دو قرنیس نیم‌دایره‌هایی برای نصب کاشی به چشم می‌خورد. حدفاصل بدنه و گنبد بنا به وسیله چهار فیلپوش تبدیل به هشت ضلعی شده و پایه‌ای برای احداث گنبد رک هشت ضلعی به وجود آمده است. سقف داخل بنا نیم‌دایره و گچ‌کاری شده است.
در داخل بنا صندوق چوبی با تزئینات ظریف و زیبا دیده می‌شود که در گذشته دارای کتیبه بوده و اکنون این کتیبه در گنجینه میراث فرهنگی استان مازندران، نگهداری می‌شود. در این کتیبه تاریخ ساخت بنا سال ۸۵۵ هجری قمری (معادل ۱۵۰۰ پس از میلاد)و نام معمار استاد فخرالدین بن محمود ذکر شده ولی نام متوفی درج نشده است.
بر اساس زیارتنامه داخل بقعه، نام متوفی آقا سیدمحمد ابن سیدعلی زری نوایی عنوان شده است.